# 1995-ös MTV Video Music Awards
Az 1995-ös MTV Video Music Awards díjátadója 1995. szeptember 7-én zajlott, és a legjobb, 1994. június 16-tól 1995. június 15-ig készült klipeket díjazta. Az est házigazdája Dennis Miller volt. A díjakat a New York-i Radio City Music Hall-ban adták át.
Az est legnagyobb győztesei a TLC és Weezer együttesek voltak, mindkét formáció négy díjjal távozhatott. Az est két fontos díját (Közönségdíj, Az év videója) a TLC vihette haza a Waterfalls című dalukért. A Weezer a Buddy Holly című daláért kapta meg a két fő szakmai díjat, a Legjobb rendezés és Legnagyobb áttörés díjakat. A két együttest a Michael és Janet Jackson testvérpáros követi; Scream videójukért három díjat kaptak.
A Waterfalls volt a harmadik, egyben utolsó dal, amely ugyanazon évben megkapta az Év videója és Közönségdíjat is. Ironikus, hogy 1995. volt az első év, amikor különböző jelöltek indultak a két kategóriában. Érdekesség, hogy a Legnagyobb áttörés kategória jelöltjei megegyeztek az Év videó kategória jelöltjeivel (ez volt az egyetlen eset).
A jelölések tekintetében az Év videó díjra jelölt négy videó vezet. A legtöbbször jelölt klip Michael és Janet Jackson Screamje volt, összesen tizenegy kategóriában jelölték (köztük a hét szakmai kategóriában). A második legtöbbször jelölt videó a TLC Waterfallsa volt, tíz jelöléssel. A harmadik helyre a Green Day Basket Case klipje került, kilenc jelöléssel. A Weezer Buddy Holly videója öt jelöléssel a negyedik legtöbbször jelölt videó.

## Jelöltek
A győztesek félkövérrel vannak jelölve.

### Az év videója
- Green Day — Basket Case
- Michael Jackson és Janet Jackson — Scream
- TLC — Waterfalls
- Weezer — Buddy Holly

### Legjobb férfi videó
- Chris Isaak — Somebody's Crying
- Elton John — Believe
- Lucas — Lucas with the Lid Off
- Tom Petty — You Don't Know How It Feels

### Legjobb női videó
- Des'ree — You Gotta Be
- PJ Harvey — Down by the Water
- Annie Lennox — No More I Love You's
- Madonna — Take a Bow

### Legjobb csapatvideó
- Green Day — Basket Case
- The Rolling Stones — Love Is Strong
- Stone Temple Pilots — Interstate Love Song
- TLC — Waterfalls

### Legjobb új előadó egy videóban
- Jeff Buckley — Last Goodbye
- Des'ree — You Gotta Be
- Filter — 'Hey Man, Nice Shot
- Hootie & the Blowfish — Hold My Hand
- Portishead — Sour Times (Nobody Loves Me)

### Legjobb metal/hard rock videó
- Green Day — Basket Case
- Meat Puppets — We Don't Exist
- Stone Temple Pilots — Interstate Love Song
- White Zombie — More Human than Human

### Legjobb R&B videó
- Boyz II Men — Water Runs Dry
- Michael Jackson és Janet Jackson — Scream
- Jade — 5-4-3-2 (Yo! Time Is Up)
- Montell Jordan — This Is How We Do It
- TLC — Waterfalls

### Legjobb rap videó
- Brandy (közreműködik MC Lyte, Queen Latifah és Yo-Yo) — I Wanna Be Down
- Da Bush Babees — Remember We
- Dr. Dre — Keep Their Heads Ringin'
- Craig Mack — Flava in Ya Ear
- Public Enemy — Give It Up
- Rappin' 4-Tay (közreműködik a The Spinners) — I'll Be Around

### Legjobb dance videó
- Paula Abdul — My Love Is for Real
- C+C Music Factory — Do You Wanna Get Funky
- Michael Jackson és Janet Jackson — Scream
- Montell Jordan — This Is How We Do It
- Madonna — Human Nature
- Salt-N-Pepa — None of Your Business

### Legjobb alternatív zenei videó
- The Cranberries — Zombie
- Green Day — Basket Case
- Hole — Doll Parts
- Stone Temple Pilots — Interstate Love Song
- Weezer — Buddy Holly

### Legjobb filmből összevágott videó
- Bryan Adams — Have You Ever Really Loved a Woman? (a Don Juan DeMarco filmből)
- Jim Carrey — Cuban Pete (az A Maszk filmből)
- Seal — Kiss from a Rose (a Mindörökké Batman filmből)
- U2 — Hold Me, Thrill Me, Kiss Me, Kill Me (a Mindörökké Batman filmből)
- Urge Overkill — Girl, You'll Be a Woman Soon (a Ponyvaregény filmből)

### Legnagyobb áttörés
- Green Day — Basket Case
- Michael Jackson és Janet Jackson — Scream
- TLC — Waterfalls
- Weezer — Buddy Holly

### Legjobb rendezés
- Green Day — Basket Case (Rendező: Mark Kohr)
- Michael Jackson és Janet Jackson — Scream (Rendező: Mark Romanek)
- TLC — Waterfalls (Rendező: F. Gary Gray)
- Weezer — Buddy Holly (Rendező: Spike Jonze)

### Legjobb koreográfia
- Paula Abdul — My Love Is for Real (Koreográfus: Paula Abdul, Bill Bohl és Nancy O'Meara)
- Brandy — Baby (Koreográfus: Fatima Robinson)
- Michael Jackson és Janet Jackson — Scream (Koreográfus: LaVelle Smith Jnr, Tina Landon, Travis Payne és Sean Cheeseman)
- Madonna — Human Nature (Koreográfus: Jamie King)
- Salt-N-Pepa — None of Your Business (Koreográfus: Randy Conners)

### Legjobb speciális effektek
- Björk — Army of Me (Speciális effektek: BUF)
- Michael Jackson és Janet Jackson — Scream (Speciális effektek: Kevin Tod Haug, Alexander Frisch, Ashley Clemens, Richard 'Dr.' Baily, Jay Johnson és P. Scott Makela)
- The Rolling Stones — Love Is Strong (Speciális effektek: Fred Raimondi)
- TLC — Waterfalls (Speciális effektek: Peter Conn és Chris Mitchell)

### Legjobb művészi rendezés
- Michael Jackson és Janet Jackson — Scream (Művészi rendezés: Tom Foden)
- Madonna — Take a Bow (Művészi rendezés: Happy Massee)
- Jill Sobule — I Kissed a Girl (Művészi rendezés: Kelly Van Patter)
- TLC — Waterfalls (Művészi rendezés: Keith Burns)

### Legjobb vágás
- Green Day — Basket Case (Vágó: Alan Chimenti)
- Michael Jackson és Janet Jackson — Scream (Vágó: Robert Duffy)
- Jill Sobule — I Kissed a Girl (Vágó: Jerry Behrens)
- TLC — Waterfalls (Vágó: Johnathon Silver)
- Weezer — Buddy Holly (Vágó: Eric Zumbrunnen)

### Legjobb operatőr
- Boyz II Men — Water Runs Dry (Operatőr: Daniel Pearl)
- Green Day — Basket Case (Operatőr: Adam Beckman)
- Michael Jackson és Janet Jackson — Scream (Operatőr: Harris Savides)
- The Rolling Stones — Love Is Strong (Operatőr: Gary Waller és Mike Trim)
- Stone Temple Pilots — Interstate Love Song (Operatőr: Kevin Kerslake)
- TLC — Waterfalls (Operatőr: Toby Phillips)

### Közönségdíj
- Green Day — Basket Case
- Hootie & the Blowfish — Hold My Hand
- Michael Jackson és Janet Jackson — Scream
- Live — Lightning Crashes
- R.E.M. — What's the Frequency, Kenneth?
- TLC — Waterfalls

### Nemzetközi közönségdíj

#### MTV Asia
- Alisha — Made in India
- Denada — Sambutlah
- Indus Creed — Trapped
- Jetrin — Love Train
- Kim Gun-mo — Betrayed Love

#### MTV Brasil
- Barão Vermelho — Daqui por Diante
- Marisa Monte — Segue o Seco
- Os Paralamas do Sucesso (közreműködik Djavan) — Uma Brasileira
- Nando Reis — Me Diga
- Skank — Te Ver
- Viper — Coma Rage

#### MTV Europe
- Björk — Army of Me
- Clawfinger — Pin Me Down
- The Cranberries — Zombie
- Oasis — Whatever
- U2 — Hold Me, Thrill Me, Kiss Me, Kill Me

#### MTV Japan
- Chage and Aska — Something There
- Hal from Apollo '69 — Sweet Thing
- The Mad Capsule Markets — HI-SIDE (High-Individual Side)
- Towa Tei — Technova
- TRF — Overnight Sensation

#### MTV Latin America
- Café Tacuba — La Ingrata
- Fito Páez — Circo Beat
- Santana — Luz Amor y Vida
- Todos Tus Muertos — Mate
- Los Tres — Déjate Caer

#### MTV Mandarin
- Dou Wei — The Black Dream
- Dadawa — Sister Drum
- Tracy Huang — Spring
- Faye Wong — Chess
- Xin Xiao Qi — Understanding

### Életmű-díj
- R.E.M.

## Fellépők

### Elő-show
- Silverchair — Tomorrow/Pure Massacre

### Fő show
- Michael Jackson (közreműködik Slash) — Medley (Don’t Stop ‘til You Get Enough/The Way You Make Me Feel/Scream/Beat It/Thriller/Black or White/Billie Jean/Dangerous/Smooth Criminal/You Are Not Alone)
- Live — I Alone
- TLC — CrazySexyMedley (Ain't 2 Proud 2 Beg/Kick Your Game/Creep/Waterfalls)
- R.E.M. — The Wake-Up Bomb
- Red Hot Chili Peppers — Warped
- Bon Jovi — Helter Skelter/Something for the Pain (élőben a Times Square-ről)
- Alanis Morissette — You Oughta Know
- Hootie & the Blowfish — Only Wanna Be with You
- Hole — Violet
- Green Day — Stuck with Me (élőben Stockholmból)
- White Zombie — More Human than Human

## Résztvevők
- Rod Stewart — átadta a Legjobb férfi videó díjat
- Kennedy — a showról készült reklámbejátszásokban szerepelt
- Tim Robbins — bemutatta a Live együttest
- Patrick Swayze és Wesley Snipes — átadták a Legjobb filmből összevágott videó díjat
- Bill Bellamy és Monica Seles — egy reklámszünet előtti bejátszásban tűntek fel, amely a Közönségdíj korábbi nyerteseit és a szavazás lefolyását mutatta be
- Lenny Kravitz és Sheryl Crow — átadták a Legjobb új előadó díjat
- Chris Hardwick — meginterjúvolta New York polgármesterét, Rudy Giuliani-t és nejét, Donna Hanover Giuliani-t, valamint szerepelt a showról és a Közönségdíj szavazási eljárásáról készült bejátszásokban
- The Notorious B.I.G. és Bill Bellamy — átadták a Legjobb dance videó díjat
- Kevin Bacon és Liv Tyler — átadták a Legjobb rendezés díjat
- Grant Hill és Ricki Lake — átadták a Legjobb R&B videó díjat
- Natalie Merchant — bemutatta a R.E.M. együttest
- Kennedy és Claire Danes — egy reklámszünet előtti bejátszásban tűntek fel, amely a Közönségdíj szavazásának lefolyását mutatta be
- Madonna — átadta a Legjobb rap videó díjat
- Mike Tyson — bemutatta a Red Hot Chili Peppers együttest
- Drew Barrymore — átadta az Életmű-díjat
- Seal és Des'ree (Dennis Miller "Seal Koslowski"-ként és "Desiree Finkelstein"-ként konferálta be őket) — bemutatták a Nemzetközi közönségdíj győzteseit
- (?) (MTV Asia), Cuca Lazarotto (MTV Brasil), Ingo Schmoll (MTV Europe), Keiko Yamada (MTV Japan), Alfredo Lewin (MTV Latin America) és (?) (MTV Mandarin) — bejelentették a regiójuk közönségdíjának győzteseit
- George Clooney — átadta a Legjobb női videó díjat
- Bryan Adams — átadta a Közönségdíjat díjat
- Dennis Rodman és Christopher Walken — átadták a Legjobb alternatív zenei videó díjat
- Bobby Brown és Whitney Houston — átadták az Év videója díjat